# Франсуа-Рене де Шатобріан
Франсуа́-Рене́ де Шатобріа́н (фр. François-René de Chateaubriand; 4 вересня 1768 Сен-Мало, Бретань, Франція — 4 липня 1848, Париж) — франкомовний бретонський письменник, політик і дипломат, один з засновників романтизму у франкомовній літературі. Крім значного внеску до бретонської та французької літератури, був одним з найактивніших політиків Франції, служив декільком монархам, був міністром іноземних справ Франції у період реставрації Бурбонів. Літературний геній Шатобріана надихнув на творчість цілу плеяду нових літераторів не тільки Франції але й світу.

## Біографія

### Ранні роки життя
Франсуа-Рене народився у місті Сен-Мало, у провінції Бретань, 4 вересня 1768. Він належав до однієї з аристократичних сімей Бретані, був останнім з десяти дітей в родині. Мав брата Жана Батіста (нар. 1759 р.) і четверо сестер: Марі-Анну (1760), Бенін (1761), Жюлі (1763) і Люсіль (1764). Інші четверо дітей померли в молодому віці. Дитинство провів в сімейному замку Комбург. Його батько, Рене Шатобріан (1718—1786), був колишнім капітаном далекого плавання, пізніше володів кораблями і розбагатів работоргівлею. Його матір'ю була Аполіна де Беде, з якою його батько одружився після подорожей по колоніях, що принесли йому також значні статки. Батько Франсуа-Рене був похнюпленим, нелюдимим чоловіком і молодий Шатобріан виріс в атмосфері похмурої самотності, весь час проводив у довгих прогулянках у сільській місцевості Бретані і близькій дружбі з сестрою Люсіль. Франсуа-Рене отримав добру освіту в коледжах Дол, Ренне і Данан. Протягом певного часу він не міг вирішити ким він хотів бути — морським офіцером чи священиком, але у віці сімнадцяти років обрав військову кар'єру і придбав посаду молодшого лейтенанта у Французькій армії в Наваррі. За два роки він дослужився до звання капітана. У 1788 Шатобріан відвідав Париж, де познайомився з Жаном-Франсуа де ля Гарпом, Андре Шеньє та іншими відомими письменниками Франції того часу.

### Французька революція і еміграція

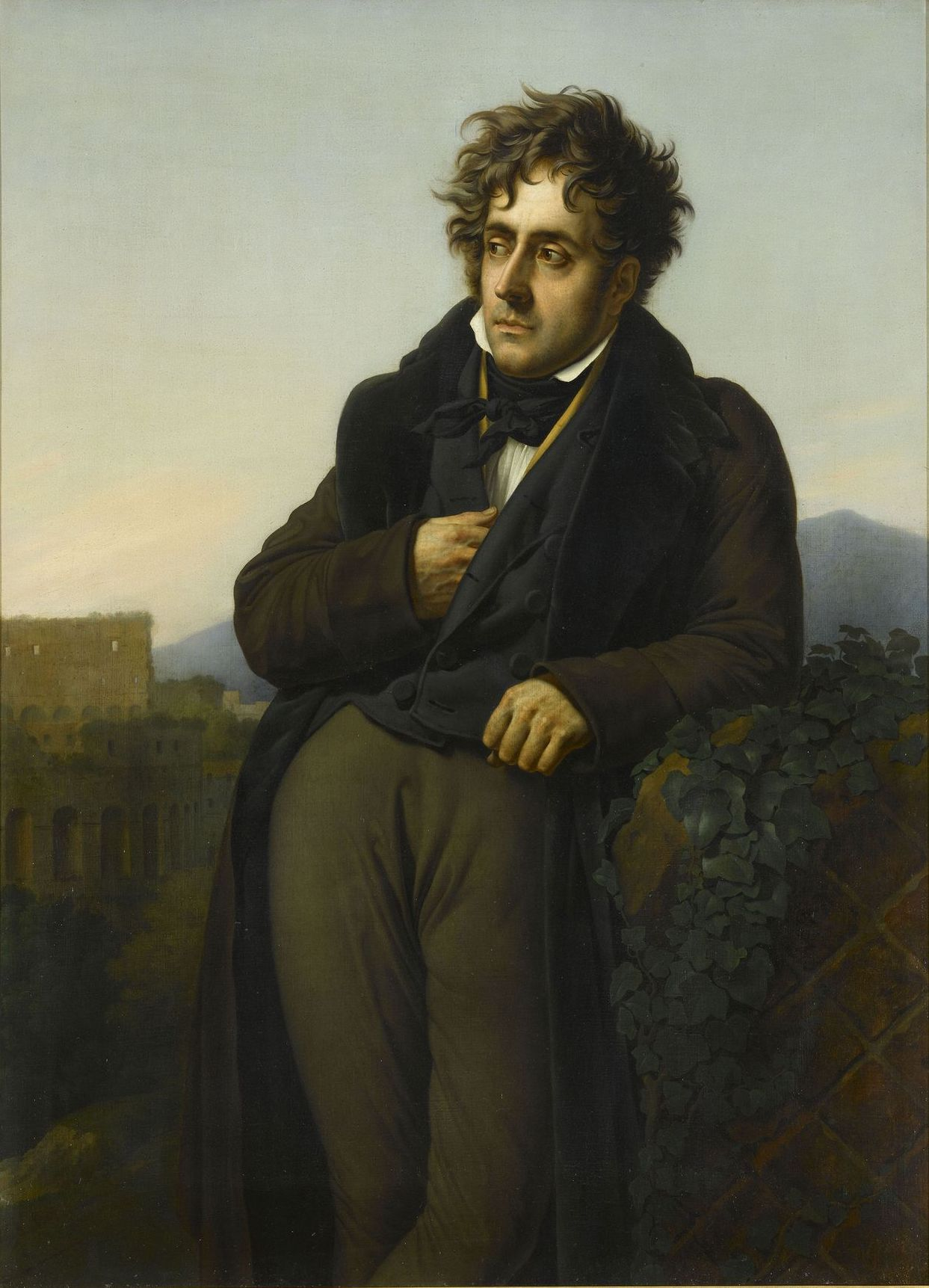

З початком Великої французької революції Шатобріан спочатку підтримував революційні зміни, але швидко розчарувався у ній коли почалася хвиля терору. У революційному буревії загинули під гільйотиною його батько з матір'ю, сімейним замок Комбург був націоналізований новою владою і перетворений на фортецю. Молодий Франсуа-Рене у 1791 р. подався до еміграції до Північної Америки. Враження від подорожі Франсуа-Рене до Америки лягли в основу його роману «Начези» (написаного між 1793 і 1799 рр. але опублікованого лише у 1826 р.), «Атала» (1801 р.) і «Рене» (1802 р.). Його образні, чарівні, описи природи в диких преріях півдня американського континенту були написані в стилі, який був виразно новим для того часу і став підґрунтям нового напрямку у французькій літературі — романтизму. Його враження від США не були завжди прихильними: йому подобався дух свободи нового світу, але він бачив класову та расову нерівність молодої держави.
У 1792 р. Шатобріан повернувся до Франції і згодом приєднався до армії роялістів-емігрантів в Кобленці, яку очолював Луї Жозеф де Бурбон, Принц Конде. У той самий час, здебільшого під сильним тиском з боку сім'ї, він одружився з молодою аристократкою Селестою Буїссон де Вінь. Жінка також походила з Сен-Мало, але Франсуа-Рене до шлюбу не був з нею знайомий і навіть після одруження не був вірний їй, майже відкрито заводив коханок. Попри це, шлюб не розпався. Тим часом його військова кар'єра підійшла до кінця, коли його було тяжко поранено під час сутичок між військами роялістів і французькою революційною армією. Напівмертвого, Шатобріана переправили до міста Джерсі в Англії, де він і залишився у вигнанні далеко від дружини і Франції.
Під час еміграції в Лондоні Шатобріан перебував у страшних злиднях, був вимушений заробляти на життя уроками французької мови і перекладами. Пізніше, коли Франсуа-Рене переїхав до міста Саффолк, його становище дещо покращилося, він також закохався у молоду місцеву жінку Шарлоту Івз, але роман закінчився, коли він був вимушений відкритися, що мав дружину у Франції. Протягом еміграції у Англії Шатобріан також цікавився літературою країни: йому особливо сподобався Джон Мілтон і його твір «Втрачений рай», який він пізніше переклав на французьку мову, і який справив значний вплив на його власний літературний доробок. Вигнання примусило Шатобріана поглянути ще раз на причини Французької революції, яка коштувала життя багатьом членам його сім'ї і друзям. Ці роздуми надихнули його на окремий нарис присвячений цьому питанню — «Історичний, політичний і етичний досвід про революції» (1797 р.). Цього часу під впливом переосмислення революції він також вирішив у 1798 р. повернутися до католицької віри його дитинства та юнацтва.

### Консулат і наполеонівська доба
Після термідоріанського перевороту, у Франції встановився режим Консулату, який проголосив амністію емігрантам які втекли з країни під час Французької революції. Шатобріан скористався цією нагодою повернутися у 1800 р. до Парижу, де він знайшов роботу редактора в літературному журналі «Французький Меркурій». У 1802, він зажив слави публікацією своєї праці «Геній християнства», в якому він вихваляв чесноти християнства, які на його думку сприяли релігійному відродженню у Франції після революції. Ця праця також сподобалась Наполеону Бонапарту, і зажила прихильності першого консула, який у той час прагнув примиритися з католицькою церквою.
Прихильність Наполеона призвела до подальшого призначення Шатобріана секретарем дипломатичної місії до Святого Престолу. У складі місії він супроводжував кардинала Флеша до Риму, але обидва дипломати швидко пересварилися і Шатобріана направили посланником до одного з швейцарських кантонів. Однак на цій посаді він теж довго не затримався і пішов у відставку на знак протесту проти страти Наполеоном у 1804 р. одного з нащадків королівської сім'ї — герцога Енгієнського. Втративши місце роботи і прибуток Франсуа-Рене був вимушений шукати заробіток від літературної діяльності. У цей час він почав свій новий твір — «Мученики», про долю ранніх християн у Стардавньому Римі. Досліджуючи матеріал для книги у 1806 р. він відвідав Грецію, Анатолію, Палестину, Єгипет та Іспанію. Враження від подорожі пізніше з'являться окремим твором: «Дорожні нотатки. Від Парижа до Єрусалима», опубліковані у 1811 р. Спогади про подорож в Іспанії вийдуть окремим твором — новелою «Пригоди останнього Абенсерага», яка з'явиться у 1826 р. По поверненні до Франції Шатобріан виступив у пресі з різкою критикою Наполеона, якого він порівнював до римського імператора Нерона. У відповідь на критику Наполеон вислав його з Парижу в провінцію.
У засланні Шатобріан поселився у скромному маєтку неподалік від Парижу, де він працював над закінченням «Мучеників», які вийшли друком у 1809 р., і почав писати свої мемуари. Цього часу він також активно спілкувався і співпрацював з іншими французькими письменниками, такими як Анна де Сталь, Жозеф Жубер та іншими. Незважаючи на немилість Наполеона і вигнання його було обрано до Французької академії у 1811 р. Однак завдяки своїй дещо скандальній репутації критика режиму і революції йому не дозволили брати участь у роботі академії аж до часу реставрації монархії.

### Період реставрації
Крах імперії Наполеона Шатобріан сприйняв з радістю і вітав повернення до влади Бурбонів. Зокрема 30 березня 1814 р. він написав антинаполеонівський памфлет «Про Бонапарта та про Бурбонів». Під час Ста днів Наполеона та його повернення до Франції, письменник мусив тікати разом з королем Людовиком XVIII у вигнання (від березня до липня 1815 р.). Однак після другого повернення до влади Бурбонів Шатобріана призначили послом до Швеції. Пізніше він також отримав міністерське призначення, був обраний до палати перів нового французького парламенту, де зокрема, голосував за страту одного з маршалів Наполеона, маршала Нея. Виступивши з критикою політики Людовика XVIII він знову впав у немилість, втратив посаду державного міністра і приєднався до опозиції ультрароялістів. Шатобріан виявив пізніше гарячу підтримку майбутньому королеві Карлу X і навіть став одним з провідних дописувачів прокоролівського журналу «Консерватор».
З приходом до влади нового короля відновилася його дипломатична кар'єра — його було призначено послом до Пруссії (1821 р.) і до Великої Британії (1822 р.), і навіть посідав посаду Міністра закордонних справ (28 грудня 1822, — 4 серпня 1824). На цій посаді він зокрема брав участь у Веронському конгресі (1822 р.), після якого ухвалив рішення про військове втручання Франції у війні в Іспанії. Хоча військові дії були доволі успішними для Франції, такий крок викликав критику опозиції, під впливом якої його було усунуто з посади міністра 5 червня 1824 р.
З часом його стосунки з ультрароялістською опозицією погіршилися і Шатобріан почав висловлювати ліберальніші погляди, приєднався до ліберальної опозиції в парламенті і навіть дописував до журналу «Дебати», де піддавав критиці політику уряду, відстоював свободу преси і підтримував рух у Греції за незалежність. Пізніше, після зміни уряду його було знову призначено послом до Святого Престолу у 1828 р., але на цій посаді він втримався лише трохи більше одного року і пішов у відставку із черговою зміною уряду у листопаді 1829 р.

### Липнева монархія

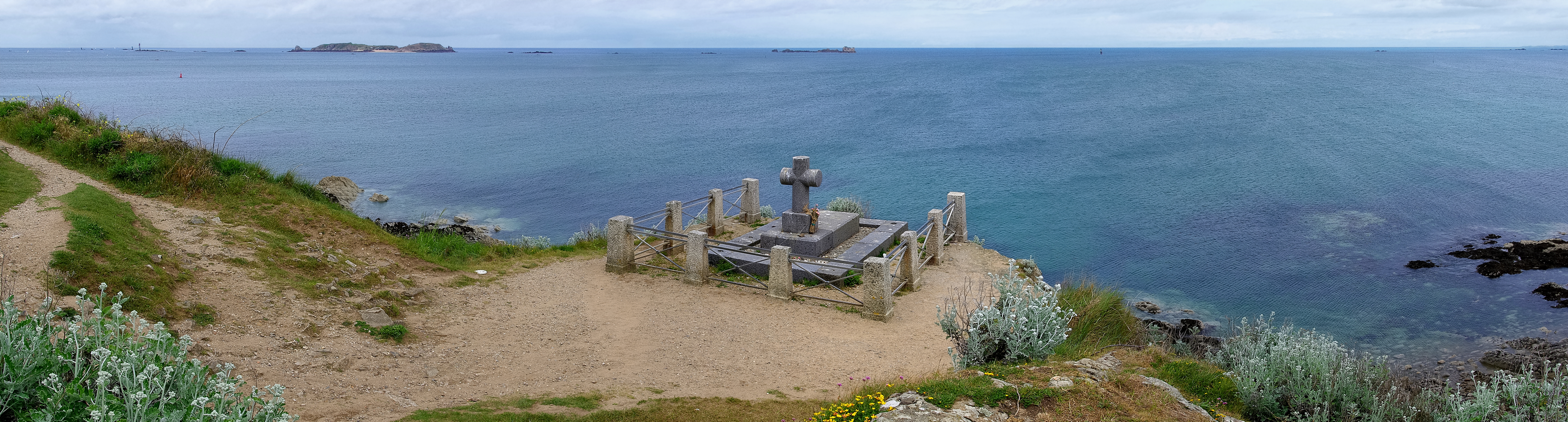
Могила Шатобріана у Сен-Мало.

У 1830 у Франції вибухнула Липнева революція, яка привела до влади короля з Орлеанської династії Луї-Філіппа. Шатобріан, однак відмовився скласти присягу новому монархові, що фактично поклало край його політичній кар'єрі. Відійшовши від політичного життя він сконцентрувався натомість на закінченні своїх мемуарів — «Замогильні нотатки», які вийшли друком вже посмертно у 1848–1850 рр. Нотатки і «Історичні нариси» в 4-ох томах мали стати частиною загальної історії Франції і вважаються одними з найважливіших праць автора. Оцінюючи політичне становище в країні Шатобріан виступав з критикою короля-буржуа Луї-Філіпа і Липневої монархії загалом.
Останні роки життя він провів як затвірник, мало з ким спілкувався, окрім впливової французької письменниці Жулі Рекам'є. Залишаючись вірним католиком, остання робота Франсуа-Рене «Життя Рансе» була написана на пропозицію його сповідника і видана у 1844 р. В основу роботи лягла біографія французького абата сімнадцятого сторіччя Рансе, аристократа, який відмовився від контактів з суспільством і заснував монаший Орден трапистів. Під час революції Весни народів 1848 р. Шатобріан помер в Парижі і був похований згідно з його заповітом на острові біля місця свого народження у Сен-Мало.

## Внесок у літературу
Завдяки його таланту та новаторстві в літературному стилі Шатобріана справедливо вважають батьком французького романтизму. Шатобріан був першим, хто визначив «вплив пристрастей» як характерну рису романтизму. Новаторство його художнього стилю проявилося в описах природи, його глибинний аналіз людських емоцій став справжнім зразком для наступних поколінь романтичних авторів не лише у Франції, але й за кордоном. Наприклад, Байрон був глибоко вражений його твором «Рене». Юний Віктор Гюго був настільки захоплений творчостю Шатобріана, що у своєму щоденнику записав славнозвісну настанову: «стати Шатобріаном або ніким». Навіть ті, що не поділяли політичних поглядів письменника і вважалися його політичними ворогами, не могли уникнути впливу його літературного генія. Наприклад Стендаль, який не любив Шатобріана через різницю в політичних поглядах, віддавав належне його літературним здібностям і зокрема використовував психологічні аналізи притаманні Шатобріану у своїй власній книзі «Про кохання».

У творчості Шатобріана і його політичній діяльності були присутні численні протиріччя: в певних періодах життя він хотів бути у дружніх стосунках з французькою монархією і виступав за свободи і вільності, які часто були несумісні з владою монарха. Таке протиріччя він виправдував заявами на кшталт: 
|  | Я прихильник Бурбонів за честю, монархіст із здорового глузду і республіканець за смаком і темпераментом |

Він був першим з багатьох французьких письменників, таких як Віктор Гюго, Ламартін, Андре Малро та інші, які поєднували літературну кар'єру і політику. Всі його твори мають значний вплив його автобіографії — безпосередніх моментів його життя чи прихованих натяків на подібні події в його житті, і саме завдяки такій імплементації творчості Шатобріана «Замогильні записки» вважаються його найбільшим досягненням.

## Вибрані твори

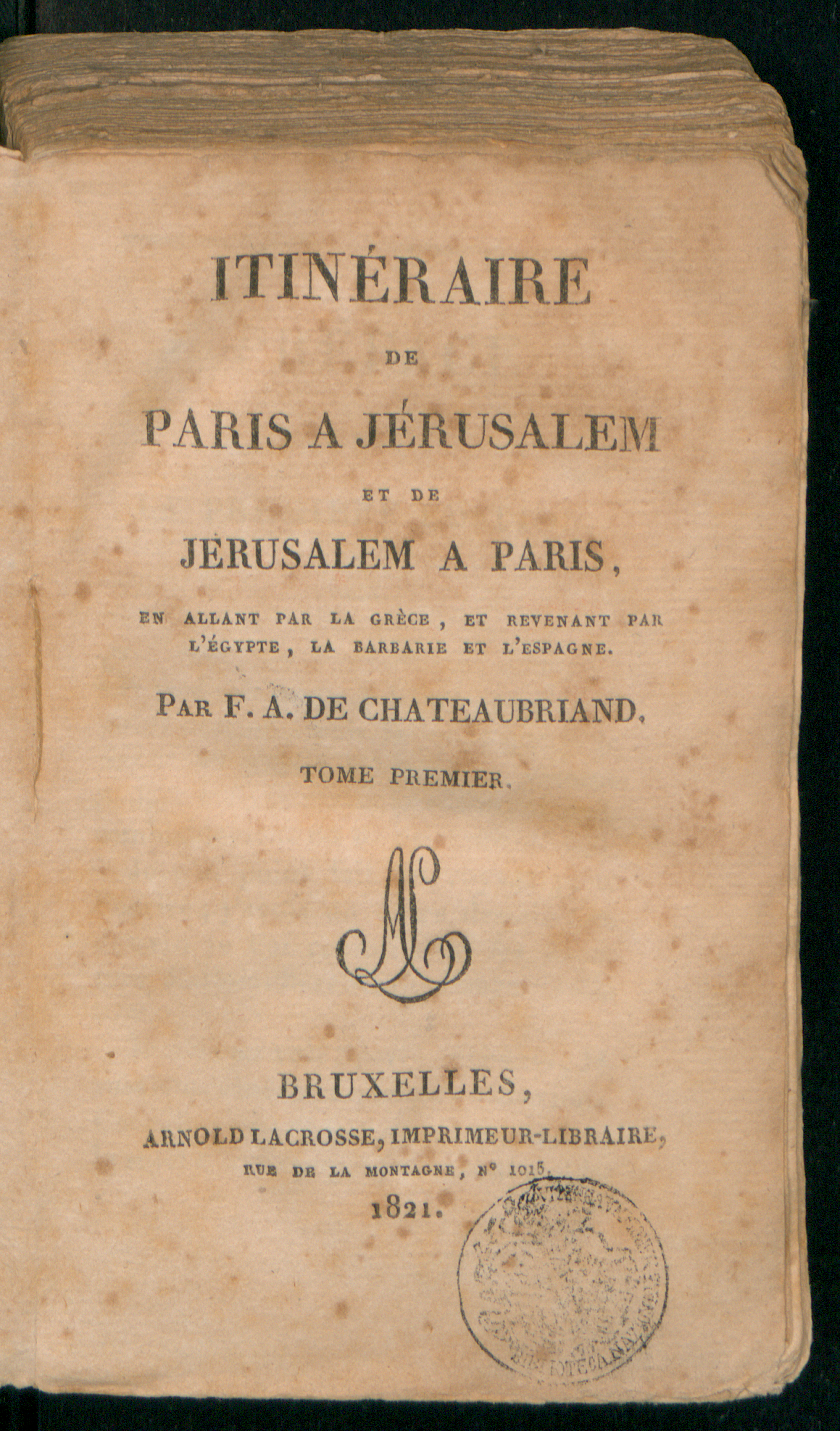
Itinéraire de Paris à Jérusalem et de Jérusalem à Paris, 1821

- Історичний, політичний і етичний досвід про революції (1797)
- Атала (1801)
- Рене (1802)
- Геній християнства (1802)[en]
- Мученики (1809)
- Мемуари мого життя (1809)
- Дорожні нотатки. Від Парижа до Єрусалима (1811)
- Замогильні нотатки (1811)
- Про Бонапарта і Бурбонів (1814)
- Начези (1826)
- Пригоди останнього Абенсерага (1826)
- Американська подорож (1827)
- Картина природи (1829)
- Історичні нариси (1831)
- Нариси з англійської літератури (1836)
- Веронський конгрес (1838)
- Життя Рансе (1844)
- Замогильні нотатки (1848)

## Переклади українською
- Останній з роду Абенцерагів / Перекл. Я. Мандичевська // Нова хата. – 1925. – Ч. 2. – С. 12; Ч. 3. – С. 12; Ч. 4. – С. 14; Ч. 5. – С. 2–3; Ч. 6. – С. 5–6; Ч. 7. – С. 3–5; 1926. – Ч. 1. – С. 4–5.
- Шатобріан. Замогильні записки. Пер. В. Верховень. – Харків: «Фоліо», 2014. – 800 с.
- Шатобріян Франсуа-Рене. Рене або наслідки пристрастей. Пер. М.Якубяк. - "Дзвін", № 1, 2023, с.241-254.